# Stefan Bernas
Stefan Bernas (ur. 27 marca 1919 w Drzewicy, zm. 4 sierpnia 1983 w Warszawie) – polski elektroenergetyk, profesor Politechniki Warszawskiej.

## Życiorys
Urodził się w rodzinie Piotra (1891–1951) i Kazimiery z Wiecińskich (1891–1975). Był bratem Kazimierza (1914–1941), pilota RAF-u, Tadeusza (1917–1995), dowódcy okrętu podwodnego ORP Sokół, Feliksa (1923–1994), żołnierza Armii Krajowej ps. Ryszard, i Zbigniewa (1925–1991), żołnierza Armii Krajowej. Ukończył w 1937 gimnazjum matematyczno-przyrodnicze im. Augusta Witkowskiego w Skarżysku-Kamiennej. W 1938 rozpoczął studia na Wydziale Elektrycznym Politechniki Warszawskiej, które przerwał wybuch II wojny światowej.
We wrześniu 1939 przeniósł się z Warszawy do Skarżyska-Kamiennej, dwa miesiące później przystąpił do konspiracyjnej organizacji „Orzeł Biały”. W kwietniu groźba aresztowania zmusiła Stefana Bernasa do powrotu do Warszawy, gdzie wstąpił w szeregi Związku Walki Zbrojnej (ps. Brat). Uczestniczył w zajęciach konspiracyjnej Szkoły Podchorążych, którą ukończył w 1943. Wkrótce dołączył do zgrupowania walczącego pod dowództwem majora Jana Piwnika „Ponurego” w Górach Świętokrzyskich. W 1944 powrócił do Warszawy, walczył w powstaniu w szeregach VII batalionu Armii Krajowej „Obroża”, był zastępcą dowódcy 1745 plutonu 10 kompanii „Kordian”.
Po 1945 ukończył przerwane studia, jako elektroenergetyk osiągnął tytuł profesora doktora habilitowanego. W 1970 był organizatorem Instytutu Elektroenergetyki, w latach 1973–1977 piastował stanowisko dyrektora tej instytucji, w latach kierował Zakładem Sieci i Systemów Elektroenergetycznych.
Był autorem wielu publikacji naukowych i podręczników, uczestniczył w komitetach naukowych opiniujących wydawnictwa związane z elektryką i elektroenergetyką. 
Zmarł w Warszawie, pochowany w grobie rodzinnym na cmentarzu parafialnym Najświętszego Serca Jezusa w Skarżysku-Kamiennej (sektor F grób 2433). 

## Ordery i odznaczenia
- Krzyż Kawalerski Orderu Odrodzenia Polski[3]
- Medal 10-lecia Polski Ludowej (22 lipca 1955)[5]

## Nagrody
- Nagroda Państwowa II stopnia (zespołowa) za opracowanie analizatorów dla potrzeb energetyki (1952)[6]
- Nagroda Ministra Edukacji Narodowej I stopnia (1983)[4]

## Upamiętnienie
W holu wejściowym Gmachu Mechaniki PW umieszczono tablicę upamiętniającą prof. Stefana Bernasa.
Od września 2014 rondo na skrzyżowaniu ulic 3 Maja i Pięknej w Skarżysku-Kamiennej nosi imię braci Bernasów.